# Thomas N. Heffron
Pour les articles homonymes, voir Heffron.
Thomas N. Heffron (né le 13 juin 1872 au Nevada et mort le 24 mai 1951  à San Francisco, en Californie) est un réalisateur américain.

## Filmographie
- 1913 : The Missing Witness
- 1914 : Aristocracy
- 1914 : Mrs. Black is Back
- 1914 : One of Our Girls
- 1914 : The Brute
- 1914 : The Man From Mexico
- 1914 : The Only Son
- 1914 : The Scales of Justice
- 1915 : A Black Sheep
- 1915 : Are You a Mason?
- 1915 : Gretna Green
- 1915 : The House of a Thousand Candles
- 1915 : The Million
- 1916 : A Milk White Flag
- 1916 : A Social Deception
- 1916 : A Stranger in New York
- 1916 : A Temperance Town
- 1916 : Badgered
- 1916 : In the House of the Chief
- 1916 : Into the Primitive
- 1916 : Lonesome Town
- 1916 : Peck O' Pickles
- 1916 : The Black Orchid
- 1916 : The Hard Way
- 1916 : The Old Man Who Tried To Grow Young
- 1916 : The Return
- 1916 : The Valiants of Virginia
- 1916 : Wives of the Rich
- 1917 : A Blissful Calamity
- 1917 : An Eight Cylinder Romance
- 1917 : Caught in the Act
- 1917 : Mountain Dew
- 1917 : The Planter
- 1917 : The Stainless Barrier
- 1917 : The Sudden Gentleman
- 1918 : Deuce Duncan
- 1918 : Madame Sphinx
- 1918 : Old Hartwell's Cub
- 1918 : The Hopper
- 1918 : The Lonely Woman
- 1918 : The Mask
- 1918 : The Painted Lily
- 1918 : The Price of Applause
- 1918 : The Sea Panther
- 1918 : Tony America
- 1918 : Who Killed Walton?
- 1919 : A Man's Fight
- 1919 : Life's a Funny Proposition
- 1919 : The Best Man
- 1919 : The Prodigal Liar
- 1920 : Firebrand Trevison
- 1920 : Sunset Sprague
- 1920 : The City of Masks
- 1920 : Le Renouveau d'amour (The Truant Husband)
- 1920 : Thou Art the Man
- 1921 : Vite, embrassez-moi ! (A Kiss in Time)
- 1921 : Her Face Value
- 1921 : Un frelon chez les abeilles (Her Sturdy Oak)
- 1921 : Sham
- 1921 : L'Indésirable (The Little Clown)
- 1921 : The Love Charm
- 1922 : Bobbed Hair
- 1922 : Maître-chanteur (en) (The Truthful Liar)
- 1922 : Ma femme exagère (Too Much Wife)
- 1923 : A Wife's Romance